# Gmina Fushë-Çidhën
Gmina Fushë-Çidhën (alb. Komuna Fushë-Çidhën) – gmina  położona w środkowej części Albanii. Administracyjnie należy do okręgu Dibra w obwodzie Dibra. W 2011 roku populacja gminy wynosiła 2909 w tym 1401 kobiet oraz 1508 mężczyzn, z czego Albańczycy stanowili 97,04% mieszkańców.
W skład gminy wchodzą cztery miejscowości: Fushë-Çidhën, Blliçe, Laçe, Renz.